# シンガーズ・シンガー
『シンガーズ・シンガー』は宝塚歌劇団の作品。雪組公演。併演は『紅梅白梅』。

## 宝塚大劇場公演
形式名は「グランド・ショー」。24場。
公演期間は1971年1月1日から1月28日。
参考資料は宝塚歌劇60年史別冊。

### スタッフ
- 作・演出：鴨川清作
- 音楽：中井光晴・寺田瀧雄・吉崎憲治
- 音楽指揮：橋本和明
- 歌唱指導：水島早苗
- 振付：岡正躬・喜多弘・県洋二・朱里みさを・アキコ・カンダ
- 装置：静間潮太郎・大橋泰弘
- 衣装：静間潮太郎
- ヘア・デザイン：畠山順吉
- 照明：今井直次
- 小道具：上田特市
- 効果：川ノ上智洋
- 音響監督：松永浩志
- 演出補：酒井澄夫
- 演出助手：草野旦
- 制作：小辻糺

### 主な出演
- シンガーズ・シンガー：真帆志ぶき
- 歌う男：郷ちぐさ・汀夏子・景千舟・浦路夏子・順みつき
- 歌う女：高宮沙千・摩耶明美

## 東京宝塚劇場公演
公演期間は1971年3月1日から3月29日。
主なスタッフに鴨川清作がいる。
参考資料は宝塚90年史。